# Rehia
Rehia és un gènere monotípic de plantes de la família de les poàcies La seva única espècie: Rehia nervata és originària del Brasil. Fou descrita per Fijten i publicada a Blumea 22(3): 416. 1975.
Sinonímia
- Bulbulus nervatus Swallen[2]